# Niederländische Karibik
| Caribisch deel van het Koninkrijk (Nederlandse Cariben / Nederlandse Caraïben)                         |
| Niederländische Karibik                                                                                |
| --- |
| |
| Aruba Curaçao Sint Maarten Karibische Niederlande (von West nach Ost): Bonaire – Saba – Sint Eustatius |

Die Niederländische Karibik (niederländisch Nederlandse Cariben oder Nederlandse Caraïben, offiziell: Caribisch deel van het Koninkrijk; englisch Dutch Caribbean) umfasst die in der Karibik gelegenen zum Königreich der Niederlande gehörenden autonomen Länder Aruba, Curaçao und Sint Maarten sowie die (als Besondere Gemeinden) zum Land Niederlande gehörenden Inseln Bonaire, Sint Eustatius und Saba. Seit 1816 waren diese sechs Inseln durch „endgültige“ Regelungen der europäischen Mächte in niederländischem Kolonial-Besitz, dies seit 1877 unter dem Namen Curaçao en Onderhorigheden.
Die Gesamtheit der Niederländischen Karibik ist also zu unterscheiden von den Karibischen Niederlanden (niederländisch Caribisch Nederland; englisch Caribbean Netherlands), die nur die drei Besonderen Gemeinden Bonaire, Sint Eustatius und Saba umfassen. Eine Besondere Gemeinde gehört politisch zu den europäischen Niederlanden, also dem Land Niederlande an der Nordsee. Sie ist daher weniger eigenständig als eine Insel, die den Status eines eigenen Landes hat.

## Lage und politische Einteilung
Alle sechs Inseln gehören zu den Kleinen Antillen. In geographischer Hinsicht unterteilt man sie nach der Lage in der Karibikik:
- Sint Maarten, Sint Eustatius und Saba, auch als SSS-Inseln bezeichnet, gehören zu den Inseln über dem Winde in der nordöstlichen Karibik.
- Aruba, Bonaire und Curaçao, auch als ABC-Inseln bezeichnet, gehören zu den Inseln unter dem Winde in der südlichen Karibik. Sie befinden sich in relativer Nähe zum südamerikanischen Festland.

In politischer Hinsicht unterteilt man sie nach ihrem Status innerhalb des Königreichs der Niederlande:
- drei „Länder“ im Königreich, neben dem europäischen Land Niederlande:
  - die Insel Aruba und ihre Nebeninseln Palm Island und Renaissance Island (Land Aruba)
  - die Inseln Curaçao und Klein Curaçao (Land Curaçao)
  - der niederländische Teil der Insel St. Martin und die Eilande Guana Key, Cow & Calf, Hen & Chickens, Molly Beday und Pelikan Key (Land Sint Maarten)
- drei „Besondere Gemeinden“ (Karibische Niederlande) als Teil der europäischen Niederlande:
  - die Inseln Bonaire und Klein Bonaire (Besondere Gemeinde Bonaire)
  - die Inseln Saba und Green Island (Besondere Gemeinde Saba)
  - die Insel Sint Eustatius (Besondere Gemeinde Sint Eustatius)

| Flagge         | Name           | Hauptort    | Koordinaten          | Fläche km² | Ein- wohner    | Bevölkerungs- dichte pro km² | Währung         | Gegenwärtiger Status                               |
| -------------- | -------------- | ----------- | -------------------- | ---------- | -------------- | ---------------------------- | --------------- | -------------------------------------------------- |
| Aruba          | Aruba          | Oranjestad  | 12° 31′ N, 69° 58′ W | 180        | 106.050 (2009) | 589 (2009)                   | Aruba-Florin    | autonomes Land im Königreich seit 1. Januar 1986   |
| Bonaire        | Bonaire        | Kralendijk  | 12° 11′ N, 68° 16′ W | 288        | 12.877 (2009)  | 45 (2009)                    | US-Dollar       | Besondere Gemeinde seit 10. Oktober 2010           |
| Curaçao        | Curaçao        | Willemstad  | 12° 11′ N, 68° 59′ W | 444        | 141.766 (2009) | 319 (2009)                   | Antillen-Gulden | autonomes Land im Königreich seit 10. Oktober 2010 |
| Saba           | Saba           | The Bottom  | 17° 38′ N, 63° 14′ W | 13         | 1.601 (2009)   | 123 (2009)                   | US-Dollar       | Besondere Gemeinde seit 10. Oktober 2010           |
| Sint Eustatius | Sint Eustatius | Oranjestad  | 17° 29′ N, 62° 58′ W | 21         | 2.768 (2009)   | 132 (2009)                   | US-Dollar       | Besondere Gemeinde seit 10. Oktober 2010           |
| Sint Maarten   | Sint Maarten   | Philipsburg | 18° 1′ N, 63° 3′ W   | 34         | 40.917 (2009)  | 1203 (2009)                  | Antillen-Gulden | autonomes Land im Königreich seit 10. Oktober 2010 |

## Geschichte

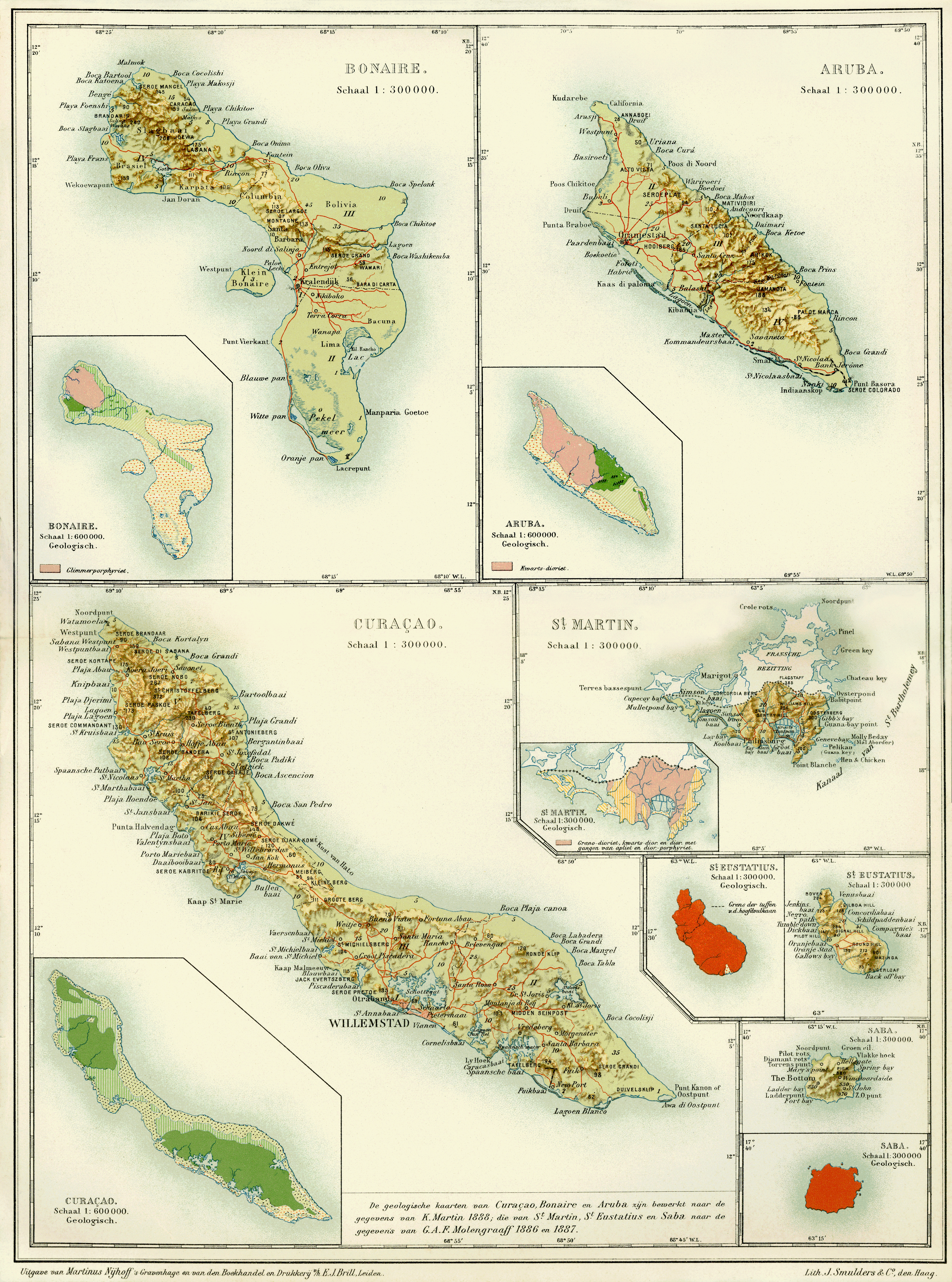
Karte aus der Encyclopædie van Nederlandsch West-Indië, 1914–1917

Erstmals niederländisch wurden die Inseln durch die Eroberungen der Niederländischen Westindien-Kompanie im 17. Jahrhundert, beginnend mit Curaçao, Aruba und Bonaire im Jahr 1634. Im Anschluss wechselten die Inseln unterschiedlich oft die Zugehörigkeit zu Großbritannien, Frankreich und den Niederlanden.
Durch den Britisch-Niederländischen Vertrag von 1814 kamen die Inseln 1816 endgültig in niederländischen Besitz. Zunächst wurden zwei Kolonien aufgestellt. Die Kolonie Curaçao en Onderhorigheden umfasste Curaçao, Aruba und Bonaire, die Kolonie Sint Eustatius en Onderhorigheden umfasste Sint Eustatius, Sint Maarten und Saba. 1828 wurden diese mit der Kolonie Suriname zu einer Kolonie Gouvernement-Generaal van's rijks West-Indische bezittingen zusammengelegt und von Paramaribo in Suriname aus verwaltet. 1845 wurde diese Kolonie wieder aufgespalten. Die Kolonie Curaçao en Onderhorigheden umfasste fortan Curaçao, Aruba, Bonaire, Sint Eustatius, Sint Maarten und Saba.
1863 wurde im Königreich die Sklaverei abgeschafft. Am 1. Juli dieses Jahres wurden in der Kolonie 12.000 Menschen in die Freiheit entlassen.
1936 wurde die Kolonie Curaçao en Onderhorigheden in Gebiedsdeel Curaçao (dt. Gebietsteil Curaçao) umbenannt. 1948 erfolgte eine erneute Umbenennung; die Kolonie hieß fortan Nederlandse Antillen (Niederländische Antillen).
Ende 1954 erhielt die Kolonie Niederländische Antillen durch das Statuut voor het Koninkrijk der Nederlanden (deutsch: Charta des Königreichs der Niederlande, nicht zu verwechseln mit dem Grundgesetz für das Königreich der Niederlande) den Status eines nach innen autonomen Landes des Königreichs.
Ende des Jahres 1985 schied Aruba aus dem Land Niederländische Antillen aus und wurde ein eigenes nach innen autonomes Land des Königreichs (status aparte, deutsch: gesonderter Status). Seit dem Jahr 1998 ist das niederländische Innenministerium für die Beziehungen zu den anderen Ländern verantwortlich und heißt seitdem Ministerie van Binnenlandse Zaken en Koninkrijksrelaties.
Am 10. Oktober 2010 wurde das Land Niederländische Antillen aufgelöst. Es entstanden die innerhalb des Königreichs nach innen autonomen Länder Curaçao und Sint Maarten sowie die zum Land Niederlande gehörenden Besonderen Gemeinden Bonaire, Sint Eustatius und Saba. Die Gesamtheit der Niederländischen Karibik heißt seither offiziell Caribisch deel van het Koninkrijk.

## Sprachen
Die wichtigsten Sprachen der Niederländischen Karibik sind Niederländisch, Englisch und Papiamentu. Papiamentu ist die Volkssprache auf den Inseln unter dem Winde. Es ist eine kreolische Sprache, die auf Portugiesisch mit vielen niederländischen und auch englischen, französischen und spanischen Einflüssen basiert.
Englisch ist die Volkssprache auf den Inseln über dem Winde. Die Unterrichtssprache war immer Niederländisch, aber in den 2000er Jahren wurde beschlossen, Papiamentu und Englisch als Unterrichtssprache an den Grundschulen einzuführen. Die Sekundarschulen verwenden weiterhin Niederländisch, weil sich die Schüler der gleichen zentralen schriftlichen Abschlussprüfung wie in den Niederlanden unterziehen müssen und weil viele Absolventen nach dem Abitur eine höhere Ausbildung in den Niederlanden anstreben. Seit dem Schuljahr 2008/09 wird in Curaçao auch in Grundschulen Niederländisch unterrichtet.
Die Literatur wird vornehmlich in Niederländisch und Papiamentu geschrieben, ein kleiner Teil auch in Englisch und Spanisch.
Die Alphabetisierung (über 15-jährige können lesen und schreiben) beträgt 96,7 % (2001).
| Gebiet         | Papiamentu | Englisch | Niederländisch | Spanisch | Andere |
| -------------- | ---------- | -------- | -------------- | -------- | ------ |
| Aruba          | 69         | 8        | 6              | 13       | 3      |
| Bonaire        | 75         | 3        | 9              | 12       | 2      |
| Curaçao        | 81         | 3        | 8              | 6        | 2      |
| Saba           | 1          | 88       | 2              | 5        | 4      |
| Sint Eustatius | 2          | 83       | 4              | 6        | 6      |
| Sint Maarten   | 2          | 68       | 4              | 13       | 13     |
| Durchschnitt   | 65         | 16       | 7              | 6        | 5      |

(Zahlen gerundet, Summen deshalb tw. ≠ 100)

## Zuständigkeiten

Struktur des Königreichs der Niederlande. Blau hinterlegt: die Niederländische Karibik

Zuständigkeiten des Königreichs für die gesamte Niederländische Karibik sind Auswärtige Angelegenheiten, Verteidigung und Staatsbürgerschaftsangelegenheiten.
Es bestehen weitere gemeinsame Regierungs- und Nichtregierungsorganisationen für die Niederländische Karibik, wie z. B. die gemeinsame Küstenwache,
die gemeinsame Naturschutzorganisation Dutch Caribbean Nature Alliance,
eine gemeinsame Staatsanwaltschaft (nicht zuständig für Aruba)
und den Gemeinsamen Gerichtshof von Aruba, Curaçao, Sint Maarten und von Bonaire, Sint Eustatius und Saba (Gemeenschappelijk Hof van Justitie van Aruba, Curaçao, Sint Maarten en van Bonaire, Sint Eustatius en Saba).